# 134

134(백삼십사)는 133보다 크고 135보다 작은 자연수다.

## 수학
- 합성수로, 그 약수는 1, 2, 67, 134다. 진약수의 합은 70이므로, 134는 부족수다.
  - 45번째 반소수다. 앞의 반소수는 133, 다음 반소수는 141이다.
- {\displaystyle 134=8+21+40+65}
  - 연속하는 네 팔각수의 합으로 나타낼 수 있는 가장 작은 세 자리 수다. 이 성질을 지닌 앞의 수는 70, 다음 수는 222이다.
- {\displaystyle 134=1^{3}+2^{3}+5^{3}}
  - 서로 다른 세 자연수의 세제곱합으로 나타낼 수 있는 가장 작은 세 자리 수다.
- {\displaystyle 29^{3}-1}은 134로 나누어떨어진다.

## 과학
- NGC 134: 조각가자리 방향에 있는 나선은하.

## 교통

### 철도
- 수도권 전철 1호선 남영역의 역번호.
- 부산 도시철도 1호선 노포역의 역번호.
- 대구 도시철도 1호선 신천역의 역번호.

### 도로
- 국도 제134호선
  - 일본 134번 국도: 가나가와현 요코스카시에서 나카군 오이소정까지 이어지는 일본의 국도.
- 기타 도로
  - 현도 제134호선

## 군사
- U-134(영어판, 독일어판): 제2차 세계 대전에 사용된 나치 독일의 군용 잠수함. 제1차 세계 대전에 사용될 예정이던 동명의 모델도 있었으나, 완성되지 못했다.

## 문화유산
- 대한민국의 국보 제134호: 금동보살삼존입상
- 대한민국의 보물 제134호: 순천 송광사 경질
- 대한민국의 사적 제134호: 제주 삼성혈

## 방송
- 스카이라이프의 헬스메디TV 채널 번호.
- 지니 TV의 스토리TV 채널 번호.
- B tv의 채널칭 채널 번호.
- U+ TV의 폴라리스TV 채널 번호.
- B tv 케이블의 더라이프2 채널 번호.

## 기타
- 연도: 134년, 기원전 134년